# Daniel Brunskill
Daniel Brunskill (San Diego, 27 gennaio 1994) è un giocatore di football americano statunitense che milita nel ruolo di offensive tackle per i Miami Dolphins della National Football League (NFL).

## Carriera

### Atlanta Falcons
Dopo non essere stato scelto nel Draft NFL 2017, Brunskill firmò con gli Atlanta Falcons. Rimase con la squadra per due stagioni senza mai scendere in campo.

### San Diego Fleet (AAF)
Nel gennaio 2019, Brunskill firmò con i San Diego Fleet dell'appena formata Alliance of American Football, una lega dalla breve esistenza.

### San Francisco 49ers
L'11 aprile 2019, Brunskill firmò con i San Francisco 49ers. Nella prima stagione in California disputò 14 partite, di cui 7 come titolare. Il 2 febbraio 2020 scese in campo nel Super Bowl LIV in cui i 49ers furono sconfitti per 31-20 dai Kansas City Chiefs.

### Tennessee Titans
Il 19 marzo 2023 Brunskill firmò un contratto biennale del valore di 5,5 milioni di dollari con i Tennessee Titans. Fu nominato guardia destra titolare, iniziando 14 gare come partente nella prima stagione con la squadra.

### Miami Dolphins
Il 22 luglio 2025 Brunskill firmò con i Miami Dolphins.

## Palmarès

### Franchigia
- National Football Conference Championship: 1

San Francisco 49ers: 2019